# 広島県道424号甲奴インター線
広島県道424号甲奴インター線（ひろしまけんどう424ごう こうぬインターせん）は、広島県三次市を通る一般県道である。

## 概要
三次市甲奴町宇賀から尾道自動車道甲奴ICを経て、三次市甲奴町西野に至る。

### 路線データ
2014年度（平成26年度）広島県告示第170号による区域決定に基づく路線データは次のとおり。
- 起点：広島県三次市甲奴町宇賀（三次市甲奴町宇賀字品谷2841番1地先：広島県道428号宇賀安田線交点[1]）
- 終点：広島県三次市甲奴町西野（三次市甲奴町宇賀字市場520番地先：広島県道51号甲山甲奴上市線交点[1]）
- 延長：5.37 km[1]
- 敷地の幅員：7.7 - 86 m[1]

## 歴史
- 2000年（平成12年）11月27日 - 広島県告示第1,069号により認定。
- 2004年（平成16年）4月1日 - 三次市と双三郡の全町村および甲奴郡甲奴町が新設合併し、新しい三次市が発足。これにより通過する自治体の名称が甲奴郡甲奴町から三次市に変わる。
- 2015年（平成27年）3月22日 - 広島県告示第170号により区域決定[1]および広島県告示177号により三次市甲奴町小童（ひち）地内[注釈 1]が17時より供用開始[2]となり全線開通。

## 地理

### 通過する自治体
- 広島県
  - 三次市

### 交差する道路
| 交差する道路               | 交差する場所       | 交差する場所 |
| -------------------------- | ------------------ | ------------ |
| 広島県道428号宇賀安田線    | 甲奴町宇賀         | 起点         |
| E54 尾道自動車道           | 甲奴町小童（ひち） | 3 甲奴IC     |
| 広島県道427号宇賀矢野線    | 甲奴町小童         | [ 注釈 2 ]   |
| 広島県道51号甲山甲奴上市線 | 甲奴町西野         | 終点         |

### 沿線
- JR西日本福塩線 甲奴駅（終点付近）